# Villa Abecia (gemeente)
Camataqui, vroeger Villa Abecia, is een gemeente (municipio) in de Boliviaanse provincie Sud Cinti in het departement Chuquisaca. De gemeente telt naar schatting 3.911 inwoners (2018). De hoofdplaats is Villa Abecia.